# Enzo Collotti
Enzo Collotti (Messina, 15 agosto 1929 – Firenze, 7 ottobre 2021) è stato uno storico italiano. Ha insegnato Storia contemporanea all'Università degli Studi di Firenze, all'Università di Bologna e all'università di Trieste, ed è considerato uno dei più importanti storici italiani ed europei della Resistenza italiana e nello studio del nazismo. Si sposò con la collega Enrica Pischel, scomparsa nel 2003.

## Biografia
Profondo conoscitore delle fonti archivistiche e storiografiche in lingua tedesca, Collotti ha prodotto studi di grande rilievo soprattutto sulla struttura dell'occupazione tedesca in Italia (con il pionieristico: L'amministrazione tedesca dell'Italia occupata, edito nel 1963), sull'organizzazione dell'Europa sotto il dominio nazista (con importanti contributi sul cosiddetto Generalplan Ost, sul sistema concentrazionario, sul collaborazionismo, nella raccolta di saggi: L'Europa nazista del 2002), sull'Olocausto. 
Nel gennaio 1979, nelle ore immediatamente successive all'omicidio del giudice Emilio Alessandrini, la casa di Collotti fu perquisita e messa a soqquadro dalla Digos. Il fatto suscitò proteste, e un gruppo di intellettuali, attivi insieme a Collotti nella difesa dei diritti civili in Italia e nella Repubblica Federale Tedesca, si attivò a suo sostegno, pubblicando una lettera aperta su alcuni quotidiani nazionali.
Con Renato Sandri e Frediano Sessi ha curato nel 2001 il Dizionario della Resistenza, opera collettanea che sistematizza e raccoglie i contributi aggiornati dei più importanti storici italiani sull'argomento. È entrato spesso in polemica con la scuola storiografica di Renzo De Felice, presentando un'analisi storiografica profondamente diversa della Repubblica Sociale Italiana, concordando in parte con la definizione dello storico tedesco Lutz Klinkhammer di "alleato occupato" ed evidenziando la radicalizzazione, la "nazificazione" e la militarizzazione del fascismo di Salò, e del ruolo dell'Italia nella politica antiebraica e nello sterminio degli ebrei. In particolare, Collotti critica il De Felice della sua Intervista sul Fascismo del 1975.
Collotti analizza il fascismo in quanto fenomeno internazionale, che, pur con le differenziazioni e le molteplicità delle specificità locali, può, secondo la sua teoria, essere ricomposto come un quadro unitario, con matrici comuni derivanti da un modello unico. Collotti si chiede quindi se sia possibile formulare una definizione generale di "fascismo" e, in antitesi con gli storici Renzo De Felice in Italia e Karl Dietrich Bracher in Germania, sostiene l'idea dell'esistenza di un fenomeno generale del fascismo in Europa all'interno di una categoria unificante, non riconducibile semplicisticamente alla teoria del totalitarismo. Sulla scorta di Ernst Nolte e del suo Der Faschismus in seiner Epoche del 1963, tradotto in Italia con il titolo I tre volti del fascismo, Collotti propone quindi lo studio del fascismo su un piano comparato, che permetta di metterne in luce la dimensione non nazionale, ma europea.

## Opere

### Saggi
- La Socialdemocrazia tedesca. Dalla sconfitta alla rinascita economica, dal problema dell'unificazione a quello del riarmo, la realtà della Germania d'oggi nelle prospettive della socialdemocrazia, Torino, Giulio Einaudi Editore, 1959.
- L'amministrazione tedesca dell'Italia occupata 1943-1945, Collana Studio e Documenti, Milano, Lerici Editori, 1963.
- Storia delle due Germanie 1945-1968, Collana Biblioteca di cultura storica n.102, Torino, Einaudi, 1968.
- La seconda guerra mondiale, Collana documenti della storia n. 2, Torino, Loescher, 1972.
- La Germania nazista. Dalla Repubblica di Weimar al crollo del Reich hitleriano, Collana Piccola Biblioteca n. 22, Torino, Einaudi, 1973.
- Esempio Germania. Socialdemocrazia tedesca e coalizione social-liberale 1969-1976, Collana I nuovi testi n. 136, Milano, Feltrinelli, settembre 1977.
- Nazismo e società tedesca, Torino, Loescher, 1982.
- Fascismo, fascismi, Firenze, Sansoni, 1989-1997, ISBN 978-88-383-1040-9.
- Dalle due Germanie alla Germania unita, Collana Piccola Biblioteca n. 561, Torino, Einaudi, 1992.
- La soluzione finale. Lo sterminio degli ebrei, Collana I tascabili economici. Il Sapere n. 64, Roma, Newton Compton, 1995, ISBN 88-7983-882-2.
- con Lutz Klinkhammer, Il fascismo e l'Italia in guerra, Ediesse, 1996, ISBN 978-88-23-00217-3.
- L'Europa nazista. Il progetto di un Nuovo Ordine Europeo (1939-1945), Firenze, Giunti, 2002, ISBN 978-88-090-1873-0.
- Il fascismo e gli ebrei. Le leggi razziali in Italia, Roma-Bari, Laterza, 2006.
- Andrea Bonoldi e Hannes Obermair (a cura di), La persecuzione degli ebrei sotto il fascismo, in Tra Roma e Bolzano. Nazione e provincia nel ventennio fascista, Bolzano, Comune di Bolzano, 2006,  pp. 129-137, ISBN 88-901870-9-3.
- Impegno civile e passione critica, a cura di Mariuccia Salvati, Collana La Storia.I temi, Roma, Viella, 2009, ISBN 978-88-83-34430-5.
- Il sistema concentrazionario nella Germania nazista, in Storia della Shoah. Il contesto e lo spazio del genocidio, Vol. IV, in Corriere della sera inchieste, Milano, UTET-Corsera, 2019,  pp. 199-219, ISSN 2038-0852 (WC · ACNP).

### Curatele
- Fritz Fischer, Assalto al potere mondiale. La Germania nella guerra 1914-1918 (Griff nach der Weltmacht, 1961), Biblioteca di cultura storica n. 85, Torino, Einaudi, 1965, ISBN 978-88-06-18176-5.
- Il nazismo, Bologna, Zanichelli, 1968.
- Fascismo e antifascismo. Rimozioni, revisioni, negazioni, Collana Storia e Società, Roma-Bari, Laterza, 2000.